# Benamejí
Benamejí er en by og kommune i det sydlige Spanien i provinsen Córdoba. Den har et indbyggertal på 4.910 (2024) indbyggere.